# Expedice 31
Expedice 31 byla jednatřicátou výpravou na Mezinárodní vesmírnou stanici (ISS). Byla zahájena odletem Sojuzu TMA-22 od stanice 27. dubna 2012 a trvala do odletu a přistání Sojuzu TMA-03M 1. července 2012. Byla šestičlenná, tři členové posádky přešli z Expedice 30, zbývající trojice na ISS přiletěla v Sojuzu TMA-04M 17. května 2012.
Sojuz TMA-03M a Sojuz TMA-04M expedici sloužily jako záchranné lodě.

## Posádka
| Pozice            | 1. část (duben – květen 2012)        | 2. část (květen – červenec 2012)       |
| ----------------- | ------------------------------------ | -------------------------------------- |
| Velitel           | Oleg Kononěnko, (2), Roskosmos (CPK) | Oleg Kononěnko, (2), Roskosmos (CPK)   |
| Palubní inženýr 1 |                                      | Gennadij Padalka, (5), Roskosmos (CPK) |
| Palubní inženýr 2 |                                      | Sergej Revin, (1), Roskosmos (CPK)     |
| Palubní inženýr 3 |                                      | Joseph Acabá, (2), NASA                |
| Palubní inženýr 5 | André Kuipers, (2), ESA              | André Kuipers, (2), ESA                |
| Palubní inženýr 6 | Donald Pettit, (3), NASA             | Donald Pettit, (3), NASA               |

V závorkách je uveden dosavadní počet letů do vesmíru včetně této mise.
Zdroj pro tabulku: ASTROnote a NASA.

### Záložní posádka
- Jurij Malenčenko, Roskosmos (CPK)
- Oleg Novickij, Roskosmos (CPK)
- Jevgenij Tarelkin, Roskosmos (CPK)
- Kevin Ford, NASA
- Sunita Williamsová, NASA
- Akihiko Hošide, JAXA